# Онгоинг
Постоянная, продолжающаяся, текущая, выпускаемая или непрерывная серия комиксов, онгоинг (англ. ongoing, обычно используется сочетание ongoing series) — это серия комиксов, публикуемая неопределённо долго, в отличие от ограниченной серии (которая должна закончиться после заранее обозначенного количества выпусков), ваншота (одиночного номера), графического романа или сборника; однако серия графических романов также может считаться непрерывной. Периодичность публикации, рассчитанной на нескольких лет, может варьироваться от еженедельной до дважды в год, но в большинстве случаев номера выходят ежемесячно или раз в два месяца. Причиной остановки («закрытия») онгоинга обычно служит падение продаж, другое нередкое явление — перезапуски.
Конкретные истории, рассказываемые в непрерывной серии на протяжении нескольких номеров, называются сюжетными арками и часто имеют собственные названия, а каждый отдельный выпуск представляет собой «часть» или «главу». Важным аспектом при таком подходе является соблюдение сюжетной преемственности, то есть связанности событий предыдущих выпусков с последующими, а иногда и с параллельными произведениями (например, Бэтмен и Супермен, встретившись в кроссовере, продолжают быть знакомыми друг с другом, каждый в своей продолжающейся серии). В случае нарушения этого правила может произойти реткон: новая история, противоречащая ранее установленным в повествовании деталям, берёт верх над всеми прошлыми и будущими историями.
Примерами онгоингов служат Action Comics (почти непрерывно выпускаемый с 1938 года издательством DC Comics), Walt Disney's Comics and Stories, 2000 AD.